# 고니
고니(학명: Cygnus columbianus)는 오리과에 고니속에 속한 물새로, 한반도에서는 같은 속에 속한 혹고니·큰고니와 함께 월동하는 겨울철새이다. 흰 깃을 가지고 있어 한자어로는 백조(白鳥)라고 한다. 날개길이는 50-55cm이고 떼를 지어 해만·연못에서 수초·조개·물고기 등을 잡아먹고 산다. 백조의 호수 등 여러 가지 매체, 문화에서 사용되었다.
대한민국에서는 천연기념물 제201-1호 및 멸종위기 야생생물 1급으로 지정되어 있다.
비슷한 외형의 큰고니와의 차이점은 이 종은 눈 주변에만 노란 반점이 있는 반면, 큰고니는 부리 절반이 노란 반점으로 덮여있다. 크기도 큰고니에 비해 작다. 울음소리도 달라 이 종은 "읭! 읭! 읭!" 울부짖으며 포효를 한다. 반면 큰고니는 "끼룩" 자를 반복해 울부짖는 포효를 한다.

## 생태

### 생김새
부리가 납작하고 목이 길며 깃털은 방수성이다. 또 날개가 길고 끝이 뾰족하며, 꼬리와 다리는 짧고, 발에는 물갈퀴가 있다. 오리나 기러기에 비해 몸집이 크고 몸이 길다.

### 식생
여름에는 주로 수생식물을 먹는다. 수생식물 뿐 아니라, 바다뱀장어 같은 어류도 사냥하며, 주로 머리를 물속에 집어 넣어서 먹이를 얻는다. 경우에 따라선 마른 땅에서 자라는 풀도 섭취한다. 여름 외의 계절에는 남은 곡식이나 감자와 같은 작물을 주로 먹는다. 먹이 활동은 주로 낮에 이루어진다. 번식기에는 텃세를 부리는 경향이 있으며 지나가는 많은 동물들에게 공격적이다. 다만, 번식기가 지나면 다시 온순한 모습을 보인다.

### 사는 곳
아프리카와 남극을 제외한 모든 대륙에 분포하며, 주로 온대나 한대 지역에 서식한다.
매우 능숙하게 헤엄을 치며, 땅 위에서도 잘 걷는다. 검은고니등의 예외도 있지만, 깃털은 대부분 흰색이고 부리는 검은색이다. 주로 여름철에 습지나 연못 주변에서 번식한다. 겨울에는 큰 호수나 만(灣)으로 이동하며, 주로 수생식물을 먹고 산다. 목이 길어서 비교적 깊은 물 속에 있는 식물을 뜯어먹을 수 있다. 또한 물가를 따라 나 있는 풀도 먹는다. 고원지대에서는 때때로 곡식 낟알을 먹기도 한다.
대한민국 안에는 고니, 큰고니, 혹고니, 세 종류가 살고 있는 것으로 알려져 있다.

### 번식
2-3살이 되면 높은 음의 울음소리로 구애행동을 하며 짝을 고른다. 구애행동은 수컷과 암컷이 서로 마주보고 날개를 들어올리며 큰 울음소리를 내는 것으로 한다. 짝을 맺은 고니류는 보통 일생 동안 부부 관계를 유지한다. 풀이나 기타 식물로 커다란 둥지를 짓고 4-6개의 흰색 알을 낳는다. 대부분 암수가 번갈아 알을 품는다. 알은 품은 지 30-35일 만에 부화한다. 부화하여 나온 새끼는 온몸이 회색빛을 띤 흰색 솜털로 덮여 있다. 새끼의 날개깃은 빨리 자라서, 7-14주가 지나면 날 수 있다. 몸집이 작은 새끼는 어미의 등에 탈 수 있다. 고니는 가족 간에 강한 유대 관계를 유지하며, 새끼는 짝을 맺을 때까지 부모와 함께 지낸다. 아시아 북부·유럽 북부에서 번식하고 드물게 우리나라에서도 월동하는데, 큰고니, 혹고니와 함께 천연기념물로 지정하여 보호하고 있다.

### 인간에 대한 공격
흔히 특유의 외모와 매체에서의 친숙함 때문에 성격이 좋을 것이라고 잘못 알려졌지만, 실제 고니들은 영역본능이 강하고 굉장히 사납다. 텃세와 부성애/모성애가 투철하여 영역이나 알 또는 새끼를 지키기 위해 강한 공격성을 발휘하며 이런 공격성은 사람에게도 예외 없다.
고니 서식지에는 대인 공격은 물론이고, 애완견이나 다른 동물에 대한 공격이 빈번히 일어난다.

## 대한민국의 천연기념물
백조류는 9종이 알려져 있으나, 한반도에는 고니, 큰고니, 혹고니 3종이 있다. 가을이 되면 추위를 피해 한반도의 동해안과 남해안에서 겨울을 난 후 북쪽 캄차카 반도에서 동북부 시베리아에 걸친 툰트라 지대의 먹이가 풍부한 환경에서 번식한다.
고니는 몸길이 120cm 정도로 큰고니보다 몸집이 작다. 암수 모두 몸은 흰색이고 부리와 다리는 검은색이며 부리의 머리부분은 노란색이다. 어린새는 몸이 밝은 회갈색을 띠고 부리는 분홍색으로 큰고니 무리 속에 섞여서 겨울을 난다.
큰고니는 몸길이 152cm 정도로 암수 동일하며 몸은 흰색이고 어린새는 검은빛을 띤 회색이다. 부리 끝이 구부러져 있어 고니와 구별이 가능하다. 헤엄칠 때는 혹고니와 달리 목을 세운다. 호수와 늪, 하천, 해안 등에서 큰 무리를 이루어 생활하며 암수와 새끼들의 가족군으로 구성된다. 물에서 나는 식물의 줄기나 뿌리, 육지 식물의 열매, 물 속에 사는 작은 곤충 등을 먹는다.
혹고니는 몸길이 152cm 정도로 암수 동일하며 몸은 거의 흰색이고, 어린새는 회갈색에 부리는 검은색이다. 선명한 오렌지색 부리에 검은색인 혹과 부리의 머리부분 때문에 다른 고니들과 쉽게 구별된다. 목을 굽히고 부리가 아래로 향한 모습으로 헤엄친다. 저수지나 호수 등에서 생활하며, 주로 물에서 나는 식물을 먹지만 작은 동물도 먹는다. 고니류 가운데 수가 가장 적고, 동북아지역에서는 유일하게 한반도에서 겨울을 난다.
백조(고니, 큰고니, 혹고니)는 국제적 보호가 필요한 진귀한 겨울새이므로 천연기념물로 지정하여 보호하고 있다.